# Miami Arena
La Miami Arena  (parfois surnommé Pink Elephant) était une salle omnisports située dans le centre de Miami, en Floride.
Durant ses vingt ans d'activités, la salle servait principalement pour des concerts et des spectacles. Entre 1988 et 1999, ses locataires étaient le Heat de Miami, une franchise de basket-ball évoluant en NBA qui depuis a déménagé dans le AmericanAirlines Arena. Entre 1993 et 1998, l'arène a aussi accueilli une franchise de hockey sur glace, les Panthers de la Floride de la LNH. L'équipe universitaire NCAA des Miami Hurricanes y a joué entre 1988 et 2003. Les autres locataires furent les Miami Hooters de l'Arena Football League, les Miami Morays de la National Indoor Football League et les Matadors de Miami de l'East Coast Hockey League. Sa capacité était de 16 640 places en configuration basket-ball, 14 696 pour le hockey sur glace et disposait de 16 suites de luxe. La salle possédait 16 640 sièges dont 14 680 fixes et 1 960 sièges escamotables.

## Histoire
La Miami Arena  fut inaugurée le 13 juillet 1988 avec le concert de Julio Iglesias et coûta $52,5 millions de dollars. Son ouverture a ruiné les affaires du Hollywood Sportatorium (15 500 places) qui a par la suite mené à sa cession puis sa démolition en 1993. Le Pink Elephant ainsi appelé pour sa couleur, a été construit par la ville de Miami pour accueillir des franchises NBA et LNH au début des années 1980. La construction retardée a empêché l'ouverture jusqu'en 1988 avec des dépassements de coût significatifs. Tandis que la conception originale de la salle était un facteur pour Miami recevant une équipe d'expansion NBA de basket-ball, la capacité en places assises de l'arène était limitée (environ 15 000 sièges) et le grand manque de suites de luxe, rendait le bâtiment vétuste pour le Heat de Miami. Le 5 novembre 1988, le premier match NBA est joué au Miami Arena, Miami Heat perd face à Los Angeles Clippers, 111-91. C'est le 12 octobre 1993 que les Panthers de la Floride jouent leur premier match dans l'arène face à Penguins de Pittsburgh (score 2-1).
Parmi les principaux événements, l'arène a accueilli le NBA All-Star Game de 1990, la finale de la Coupe Stanley de 1996 opposant les Panthers de la Floride à Avalanche du Colorado et le WWE Royal Rumble du 19 janvier 1991.
Le 2 janvier 2000, le Heat de Miami s'est déplacé à l'American Airlines Arena, localisée à l'est du Miami Arena sur le rivage de Biscayne Bay. Les Panthers de la Floride sont également partis du Miami Arena pour jouer à ce qui est maintenant le BB&T Center situé à Sunrise (Floride), proche du Sawgrass Mills, non loin de Fort Lauderdale.
La plupart des concerts qui ont été tenus à Miami Arena sont maintenant tenus dans les nouvelles salles, y compris le BB&T Center, l'American Airlines Arena ou le Seminole Hard Rock Casino à Hollywood (Floride). Depuis, l'arène est restée la plupart du temps inactive. Elle a été vendue dans une enchère publique en 2004 à Glenn Straub, un investisseur du comté de Palm Beach, pour $24 millions de dollars de moins que les $52 millions utilisés par la ville de Miami pour payer sa construction originale. Le Miami Arena s'appelle parfois "Pink Elephant" parce que c'est un "Éléphant blanc" avec des murs colorés roses.
Le 3 août 2008, Straub avait annoncé dans une interview télévisée que le bâtiment serait démoli à la fin du mois. L'aréna n'avait seulement vingt an après son inauguration en 1988. Les dirigeants de la ville de Miami ont proposé aux Marlins de la Floride de déplacer leur projet Marlins Ballpark depuis l'emplacement du Miami Orange Bowl vers la Miami Arena. Les Marlins refusèrent cette proposition car cela aurait pour effet de retarder la construction du stade qui doit être inauguré pour la saison 2011.

Le 21 septembre 2008, le toit de la Miami Arena a été détruit. Alors que les murs extérieurs étaient restés debout après la destruction du toit, la démolition a continué jusqu'à la chute du mur ouest, le 21 octobre 2008.

## Événements
- Concert de Julio Iglesias, 13 juillet 1988
- NBA All-Star Game 1990, 11 février 1990
- WWE Royal Rumble 1991, 19 janvier 1991
- NCAA Men's Basketball East Regional Final, 1994
- Concert de Mariah Carey, Music Box Tour, 1993
- Finales de la Coupe Stanley, 1996

## Galerie

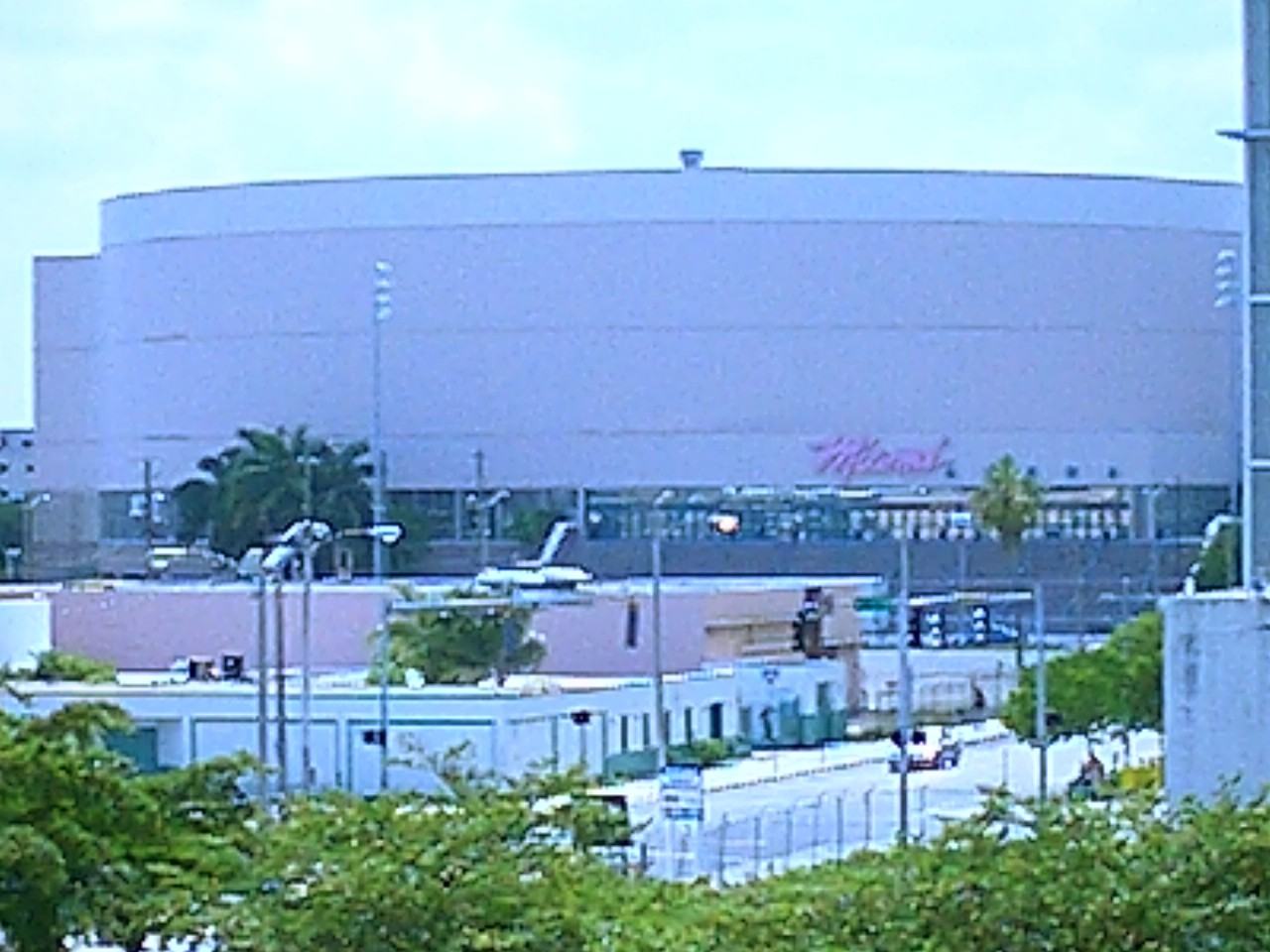
Miami Arena en 2002
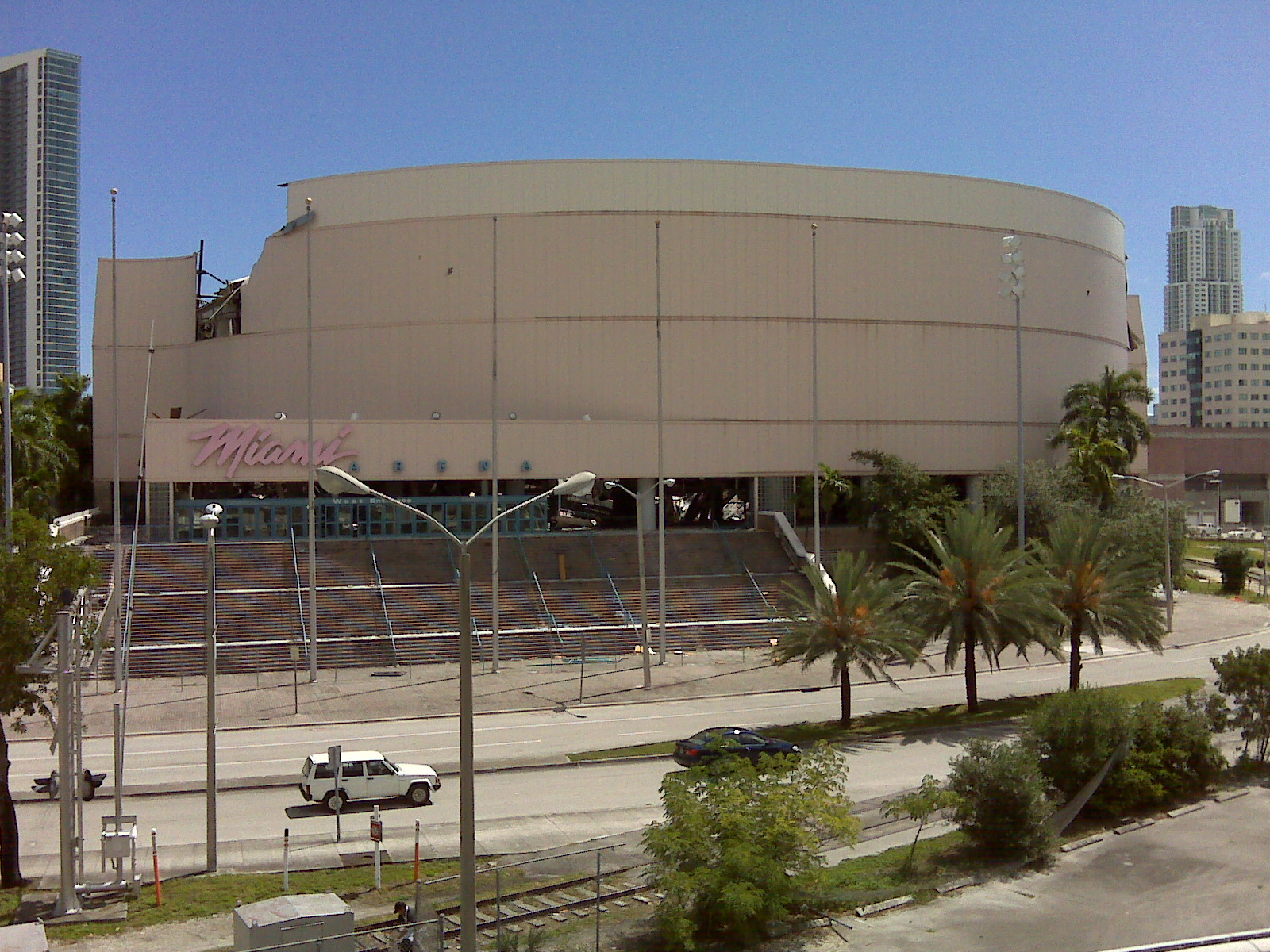
Démolition (2008)